# 芒特尤尼昂 (愛荷華州)
芒特尤尼昂（英語：Mount Union）是位於美國愛荷華州亨利縣的一個人口普查指定地區。

## 人口
根據2010年美國人口普查的數據，芒特尤尼昂的面積為0.28平方千米，當中陸地面積為0.28平方千米，而水域面積為0.00平方千米。當地共有人口107人，而人口密度為每平方千米382.14人。